# 2.º distrito congresional de Rhode Island
El 2.º distrito congresional es un distrito congresional que elige a un Representante para la Cámara de Representantes de los Estados Unidos por el estado de Rhode Island.  Según la Oficina del Censo, en 2011 el distrito tenía una población de 532 000 habitantes. Actualmente el distrito está representado por el Demócrata James Langevin.

## Geografía
El 2.º distrito congresional se encuentra ubicado en las coordenadas 41°34′11″N 71°36′56″O / 41.56972, -71.61556.

## Demografía
Según la Oficina del Censo de los Estados Unidos, en 2011 había 532 000 personas residiendo en el 2.º distrito congresional. De los 532 000 habitantes, el distrito estaba compuesto por 438 268 (82.4%) blancos; de esos, 429 322 (80.7%) eran blancos no latinos o hispanos. Además 25 742 (4.8%) eran afroamericanos o negros, 3 548 (0.7%) eran nativos de Alaska o amerindios, 18 035 (3.4%) eran asiáticos, 129 (0%) eran nativos de Hawái o isleños del Pacífico, 43 624 (8.2%) eran de otras razas y 11 600 (2.2%) pertenecían a dos o más razas. Del total de la población 73 458 (13.8%) eran hispanos o latinos de cualquier raza; 4 608 (0.9%) eran de ascendencia mexicana, 15 744 (3%) puertorriqueña y 780 (0.1%) cubana. Además del inglés, 1 570 (12.2%) personas mayor a cinco años de edad hablaban español perfectamente.
El número total de hogares en el distrito era de 202 949, y el 64.4% eran familias en la cual el 29.3 tenían menores de 18 años de edad viviendo con ellos. De todas las familias viviendo en el distrito, solamente el 46.7% eran matrimonios. Del total de hogares en el distrito, el 5.8 eran parejas que no estaban casadas, mientras que el 0.7% eran parejas del mismo sexo. El promedio de personas por hogar era de 2.53. 
En 2011 los ingresos medios por hogar en el distrito congresional eran de US$55 192, y los ingresos medios por familia eran de US$87 499. Los hogares que no formaban una familia tenían unos ingresos de US$74 568. El salario promedio de tiempo completo para los hombres era de US$48 842 frente a los US$42 454 para las mujeres. La renta per cápita para el distrito era de US$29 323. Alrededor del 11% de la población estaban por debajo del umbral de pobreza.